# Ger de Roos
Ger de Roos (Amsterdam, 1 mei 1913 - Laren, 16 oktober 1994) was een Nederlands accordeonist en pianist. 
Als orkestleider was hij verbonden aan The Rascals, De Bietenbouwers en het Orkest Zonder Naam van de KRO. Na zijn muzikale loopbaan was hij eigenaar van "Muziekhandel De Roos", een platenzaak in Hilversum.